# Gronity
Gronity (Duits: Gronitten) is een plaats in het Poolse district  Olsztyński, woiwodschap Ermland-Mazurië. De plaats maakt deel uit van de gemeente Gietrzwałd en telt 600 inwoners.